# 1696 Nurmela
Az 1696 Nurmela (ideiglenes jelöléssel 1939 FF) a Naprendszer kisbolygóövében található aszteroida. Yrjö Väisälä fedezte fel 1939. március 18-án, Turkuban.